# Franco Colapinto
Franco Alejandro Colapinto, född 27 maj 2003 i Pilar är en argentinsk racerförare som för närvarande kör för Alpine F1 Team i Formel 1. Han tävlade tidigare i Formel 2, där han körde för MP Motorsport, innan han ersatte Logan Sargeant i Williams Racing under Formel 1-VM säsongen 2024. Colapinto ersätter Jack Doohan från och med Emilia-Romagnas Grand Prix 2025.
Han var medlem i Williams Driver Academy mellan 2023 och 2024.
År 2019 blev Colapinto mästare i spanska F4-mästerskapet. Han har även vunnit race i European Le Mans Series.

## Karriär
Colapinto började med karting vid nio års ålder. Han vann det argentinska mästerskapet 2016 och igen 2018. Han tog även en seger i de olympiska sommarspelen för ungdomar 2018.
Colapinto deltog i den sista omgången av spanska F4-mästerskapet 2018, då han debuterade för Drivex School. 2019 skrev Colapinto på kontrakt med FA Racing by Drivex för att köra en hel säsong i spanska F4-mästerskapet. Under säsongen segrade han i mästerskapet genom att vinna alla tre loppen i säsongsavslutningen. Han tog under debutsäsongen 11 segrar, 13 pallplatser och 14 pole positions. 
I oktober 2020 körde Colapinto för MP Motorsport under den första dagen av F3-eftersäsongstesterna i Catalunya. Han gjorde detsamma året därpå i Valencia, men det slutade med att han skrev på för Van Amersfoort Racing för säsongen 2022, tillsammans med Rafael Villagómez och Reece Ushijima. Under debutsäsongen slutade han på nionde plats i förarmästerskapet.
Inför säsongen 2023 skrev Colapinto kontrakt med MP Motorsport, och i oktober 2023 tillkännagavs det att Colapinto skulle ersätta Jehan Daruvala i Formel 2 för det sista racet på Yas Marina, samt hela säsongen 2024.

### Formel 1
I januari 2023 tillkännagavs det att Colapinto blivit medlem i Williams Driver Academy. Han gjorde sin debut i en formel 1-bil då han körde en Williams FW45, under 2023 års eftersäsongstest på Yas Marina Circuit. Colapinto satte den 22:a snabbaste tiden totalt, över 65 varv, och blev den första argentinaren att köra en F1-bil sedan Gastón Mazzacane, som senast tävlade i San Marinos Grand Prix 2001.
Colapinto gjorde debut under en F1-tävlingshelg vid Storbritanniens Grand Prix 2024, där han körde för Williams i det första träningspasset (FP1) i stället för Logan Sargeant. Inför sin FP1-debut sa Colapinto att det var ett "historiskt ögonblick" som representerade Argentina.
Colapinto ersatte Logan Sargeant i Williams Racing inför Italiens Grand Prix 2024, och körde för Williams under resten av Formel 1-säsongen 2024.
Efter Miamis Grand Prix 2025 meddelades det att Colapinto kommer ersätta Jack Doohan i Alpine F1 under åtminstone 5 lopp.

## Privatliv
Colapinto är av italiensk härkomst. Hans favoritförare är Lewis Hamilton och Ayrton Senna, och Circuit de Spa-Francorchamps är hans favoritbana. Han är supporter av fotbollslaget CA Boca Juniors.

## Formel 1-karriär
| Säsong            | Stall/Tillverkare | Placering         | Lopp | Poäng | Etta | Tvåa | Trea | Pole | Varv |
| ----------------- | ----------------- | ----------------- | ---- | ----- | ---- | ---- | ---- | ---- | ---- |
| 2024              | Williams-Mercedes | 19                | 9    | 5     | 0    | 0    | 0    | 0    | 0    |
| 2025              | Alpine-Renault    | 20                | 5    | 0     | 0    | 0    | 0    | 0    | 0    |
| Sammanlagt (2025) | Sammanlagt (2025) | Sammanlagt (2025) | 14   | 5     | 0    | 0    | 0    | 0    | 0    |